# Хелефеи и Фелефеи
Хелефеи и Фелефеи в Синодальном переводе, керетеи и пелетеи в переводе Кулакова (иврит — הכרתי והפלתי или כרתי ופלתי; Керети и Пелети) — две этнические или социальные группы, упоминающиеся в Библии. Состояли при дворе царя Давида и царя Соломона, по-видимому, исполняли роль элитных телохранителей царей, по другим версиям могли также выполнять функции скороходов, палачей. Вероятно, их набирали из филистимлян.

## Теории происхождения и функций
Из сопоставления 1Цар. 30:14 (נגב הכרתי) с Иез. 25:16 и Соф. 2:5 (Цф. 2:5 — в Синодальном переводе «Критскому», но в древнееврейском — Керети) видно, что Керетиты (כרתים) населяли (южную) часть Филистеи. Что касается Пелети, то скорее всего, это название Иерахмелитского клана (см. Иерахмеель), который упоминается в 1 Хрон. 2:33, как индивидуальное имя פלת.
По мнению А. Сафронова, «керети» — «критяне», то есть ахейцы, а «пелети» — филистимляне, чьё происхождение Ветхий Завет также связывал с Критом. Он указывает на то, что следует принимать в расчёт контекст упоминания, через несколько сот лет после исчезновения Микенской цивилизации и переселения «народов моря», когда эти народы уже подверглись сильной ассимиляции, и их происхождение понемногу забывалось. Мнение, что «пелети» (פלתי) — это ассимиляция названия филистимлян (פלשתי) в целях созвучия со словом «керети» (כרתי), выдвигалось библеистами ещё в XIX в., но не имеет общепринятой поддержки.
С другой стороны, карийцы (которые упоминаются, в частности, во 2-й книге Царей (4-й Царств) 11:4 и 11:19, могут быть идентичны керетянам, если название последних представляет собой искажённое название первых (как и в случае с филистимлянами). Если эта гипотеза справедлива, это означает, что израильтяне ещё пользовались услугами карийских наёмников во времена царицы Аталии.
Критически относятся библеисты и к попыткам истолкования слов Керети и Пелети с помощью «народной этимологии» из иврита, первого — как «исполнители смертных приговоров», а второго — как «скороходы».

## Участие в исторических событиях
Впервые упоминаются во 2-й книге Царств, в связи с тем, что главой над ними был поставлен Ванея, сын Иодая (2 Цар. 8:18, 20:23).
Во время мятежа Авессалома не присоединились к восставшим и сопровождали царя Давида во время бегства (2 Цар. 15:18). Позже принимали участие в подавлении мятежа Савея, сына Бихри (2 Цар. 20:7).
Во время передачи власти от царя Давида Соломону и конфликта между сторонниками Соломона и другого сына Давида, Адонии, Хелефеи и Фелефеи поддержали Соломона (3 Цар. 1:38—44).

## Перечень упоминаний в Ветхом Завете

### Только керетеи (хелефеи)
- 1 Самуила (1 Царств) 30:14
- Софония 2:5
- Иезекиил 25:16

### Керетеи и пелетеи (хелефеи и фелефеи)
- 2 Самуила (2 Царств) 8:18
- 2 Самуила (2 Царств) 15:18
- 2 Самуила (2 Царств) 20:7
- 2 Самуила (2 Царств) 20:23
- 1 Царей (3 Царств) 1:38
- 1 Царей (3 Царств) 1:44
- 1 Хроник (Паралипоменон) 18:17